# Shreyas Talpade

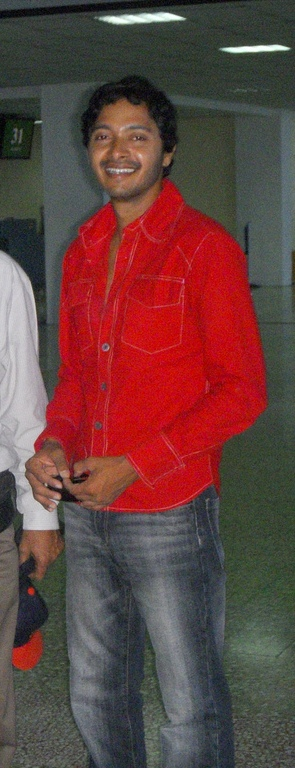
Shreyas Talpade

Shreyas Talpade (marathi: श्रेयस तळपदे) (ur. 27 stycznia 1976 w Mumbaju Maharasztra, Indie) – aktor indyjski. Ukończył Shree Ram Welfare Society's High School w Mumbaju, ożenił się z Deepti i aktualnie żyje w Mumbaju w dzielnicy Lokhandwala.
Grać zaczął w soap opera w języku marathi i w przedstawieniach teatru wędrującego po stanie Maharasztra. Debiut w kinie bollywoodzkim w 2005 roku w filmie Nagesh Kukunoora Iqbal w uznanej przez krytyków roli głuchoniemego chłopca marzącego o graniu w krykieta w reprezentacji Indii. Kolejna rola (tym razem komediowa) również w filmie Nagesh Kukunoora Dor. Film także spotkał się z uznaniem krytyków. W 2006 roku wystąpił w komedii Apna Sapna Money Money.
W 2007 roku zagrał u boku Shah Rukh Khana w Om Shanti Om. W 2008 roku będzie można go zobaczyć w międzykulturowym filmie znów Nagesh Kukunoor Bombay to Bangkok. Aktualnie pracuje nad rolami w filmie Shyam Benegala Mahadev Ka Sajjanpur, w Golmaal Returns, sequelu komediowego hitu Szalona przyjaźń i w horrorze Sangeeth Sivana Click. Jest też producentem komedii w języku marathi Kaande Pohe.

## Filmografia
| Rok  | Film                           | Rola             | Uwagi |
| ---- | ------------------------------ | ---------------- | --- |
| 2002 | Oczy                           | Chaiwallah       | |
| 2003 | Raghu More: Bachelor of Hearts | Black Mani       | |
| 2004 | Pachadlela                     | Ravi             | |
| 2004 | Savarkhed – Ek Gaav            |                  | |
| 2005 | Iqbal                          | Iqbal            | Nagroda Zee Cine Krytyków dla Najlepszego Aktora                                                                           |
| 2005 | The Hangman                    | Ganesh           | |
| 2005 | Revati                         |                  | |
| 2006 | Aai Shappath..!                |                  | |
| 2006 | Apna Sapna Money Money         | Arjun Fernandes  | |
| 2006 | Dor                            | Behroopiya       | Nagroda Star Screen dla Najlepszego Aktora Komediowego                                                                     |
| 2007 | Aggar                          | Dr. Adi Merchant | |
| 2007 | Dil Dosti Etc                  | Sanjay Mishra    | |
| 2007 | Om Shanti Om                   | Pappu Master     | nominacja do Nagrody Filmfare dla Najlepszego Aktora Drugoplanowego, Max Stardust Awards – Breakthrough Performance – Male |
| 2008 | Bombay to Bangkok              | Shankar          | |
| 2008 | Aashayein                      | gościnnie        | w produkcji |
| 2008 | Click (film)                   |                  | w produkcji |
| 2008 | Golmaal Returns                |                  | w produkcji |
| 2008 | Mahadev Ka Sajjanpur           |                  | w produkcji |
| 2008 | Paying Guest                   |                  | w produkcji |